# Fawcett Comics

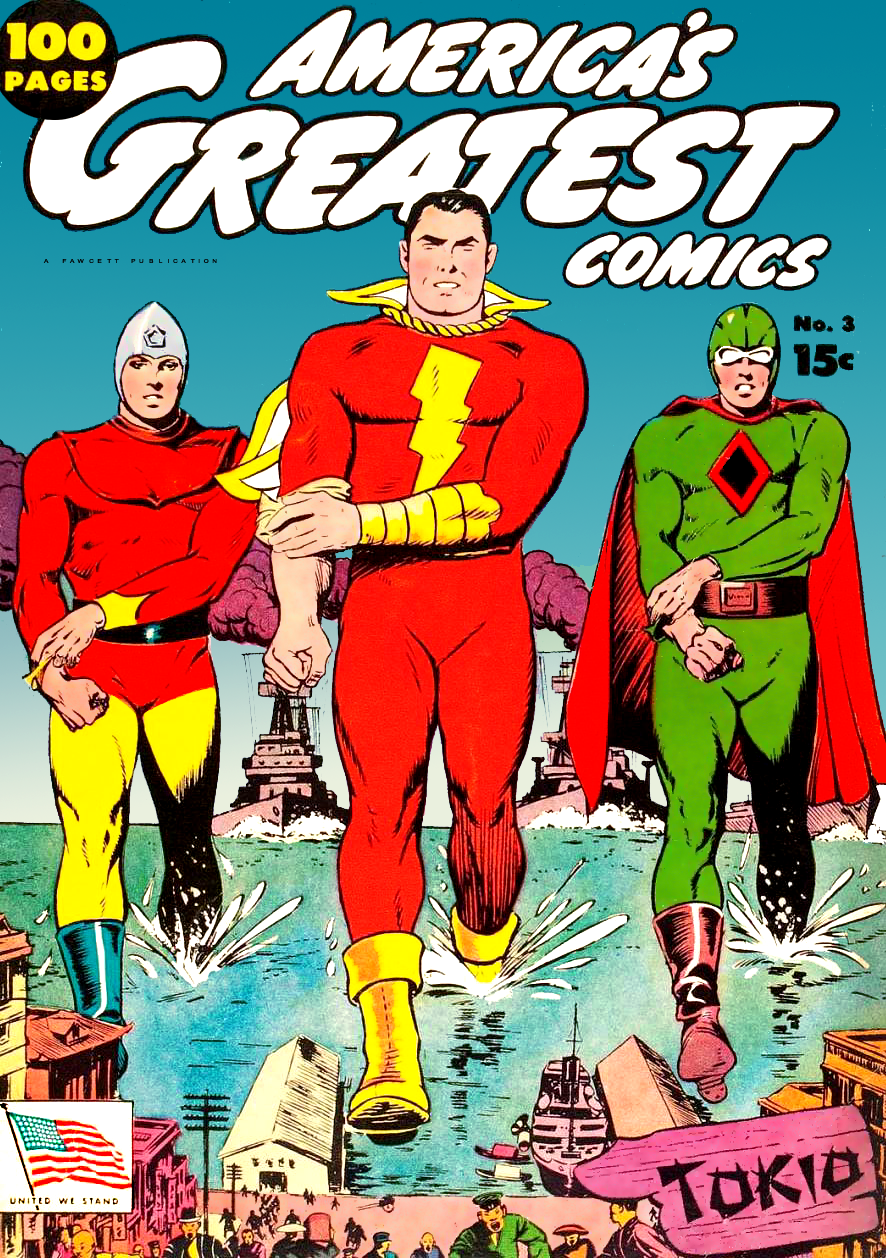

Division de Fawcett Publications, Fawcett Comics est une société créée en 1939 pour profiter de l'essor important des comics. Après la création de Superman en 1938, de nombreux éditeurs décident de produire des comics de super-héros et Fawcett n'est pas en reste. Aussi en février 1940 sort Whizz Comics numéro 2 (le premier numéro n'est jamais sorti et a été produit pour sécuriser les copyrights sur les noms utilisés dans le comics). Captain Marvel, créé par Bill Parker au scénario et C. C. Beck au dessin, est le personnage principal de ce comics qui est un succès.
Cette réussite va en s'amplifiant au point que les ventes de Whizz Comics dépassent celles d’Action Comics, le magazine de Superman. DC Comics, fâché de cela, poursuit alors Fawcett pour plagiat. Cela n'empêche pas la société de profiter de l'intérêt des lecteurs pour les aventures du Captain en lançant des séries dérivées mettant en scène Captain Marvel Jr., Mary Marvel, etc. D'autres comics voient aussi le jour avec des héros originaux.
Fawcett connaît alors un âge d'or qui faiblit à la fin des années 1940. À cette époque, l'industrie des comics connaît une crise de désaffection des lecteurs pour les super-héros ; même Captain Marvel attire moins. Fawcett décide donc en 1953 de signer un accord amiable avec DC et d'arrêter la publication de comics avec Captain Marvel. De plus elle cède une partie du catalogue à Charlton Comics. Fawcett Comics disparaît temporairement avant de revenir quelques années plus tard en éditant Dennis the menace. En 1970, c'est l'arrêt définitif avec la vente à DC Comics des droits sur Captain Marvel. DC finit par racheter l'intégralité des droits sur les personnages Fawcett en 1991, en mettant la main notamment sur Charlton Comics, en même temps que le reste du catalogue de Fawcett Comics.

## Histoire
En 1919, Wilford H. Fawcett lance un magazine intitulé Captain Billy's Whiz Bang dans lequel se trouvent surtout des dessins humoristiques et des blagues. La réussite aidant, il est rapidement à la tête d'une société d'édition, la Fawcett Publications qui publie de nombreux ouvrages. Fawcett, voyant qu'en 1939 la mode est aux comics, décide de se lancer dans cette aventure mais il meurt en février 1940, le même mois que la première sortie d'un comics de la société Whizz Comics. À cette époque, le comics qui a les ventes les plus importantes est Action Comics, dans lequel sont proposées les aventures de Superman ; le comics de Fawcett essaie donc d'imiter ce succès.
Le premier numéro de Whizz Comics, nommé alors Flash Comics ou Thrills Comics, ne sort pas dans les kiosques, mais le personnage qui fera le succès du magazine et de la société s'y trouve déjà : Captain Marvel, créé par Bill Parker au scénario et C. C. Beck au dessin , alors nommé Captain Thunder. Cet essai est finalement rebaptisé en Wizz Comics car les titres envisagés étaient déjà sous copyright, tout comme le nom de Thunder ce qui explique le changement de nom du personnage principal.
Le premier numéro à être vendu est donc Whizz Comics n°2, avec février 1940 comme date marquée sur la couverture. Les fils de Wilford H. Fawcett héritent de l'entreprise et continuent sur la voie de leur père. Rapidement, Captain Marvel devient très populaire. Il a bientôt droit à son propre titre, et d'autres personnages comme Captain Marvel Jr, Mary Marvel ou Hoppy the Marvel Bunny (en) sont créés sur son modèle.
En 1941, Republic Pictures achète à Fawcett les droits pour réaliser un serial mettant en scène Captain Marvel. Les ventes de ses comics dépassent celles de Superman, et cela exaspère DC Comics qui poursuit Fawcett Publication pour plagiat. Ce procès n'empêche pas Fawcett de lancer bien d'autres comics comme Wow Comics ou Master Comics avec Bulletman de Bill Parker et Jon Smalle au dessin.
Lorsque les super-héros passent de mode, Fawcett Comics propose d'autres genres comme le western ou la série guerrière, même si les aventures de Captain Marvel se poursuivent. Bien que la société se porte bien, la crise des comics va la toucher de plein fouet. Cette crise naît des violentes critiques des associations religieuses et parentales contre la nocivité de ces magazines sur les esprits innocents des enfants (instauration de la Comics Code Authority), puis de la disparition de la plus importante société de distribution de comics American News Company. Ces difficultés croissantes amènent Fawcett à se retirer de l'édition de comics, et le procès qui l'opposait à DC cesse alors. Cet arrêt amène Fawcett à vendre une partie de son catalogue à Charlton Comics en 1954. Quelques années plus tard, Fawcett se met à éditer de nouveau des comics dont Dennis the menace mais ne reprend pas ses anciennes créations. DC Comics acquiert les droits d'édition de Captain Marvel et d'autres super-héros, et rachète en 1991 la totalité des droits sur ces personnages qui sont intégrés à l'univers DC, rejoignant les personnages possédés par Charlton (dont DC avait racheté les droits à la fin des années 1980).

## Ses publications

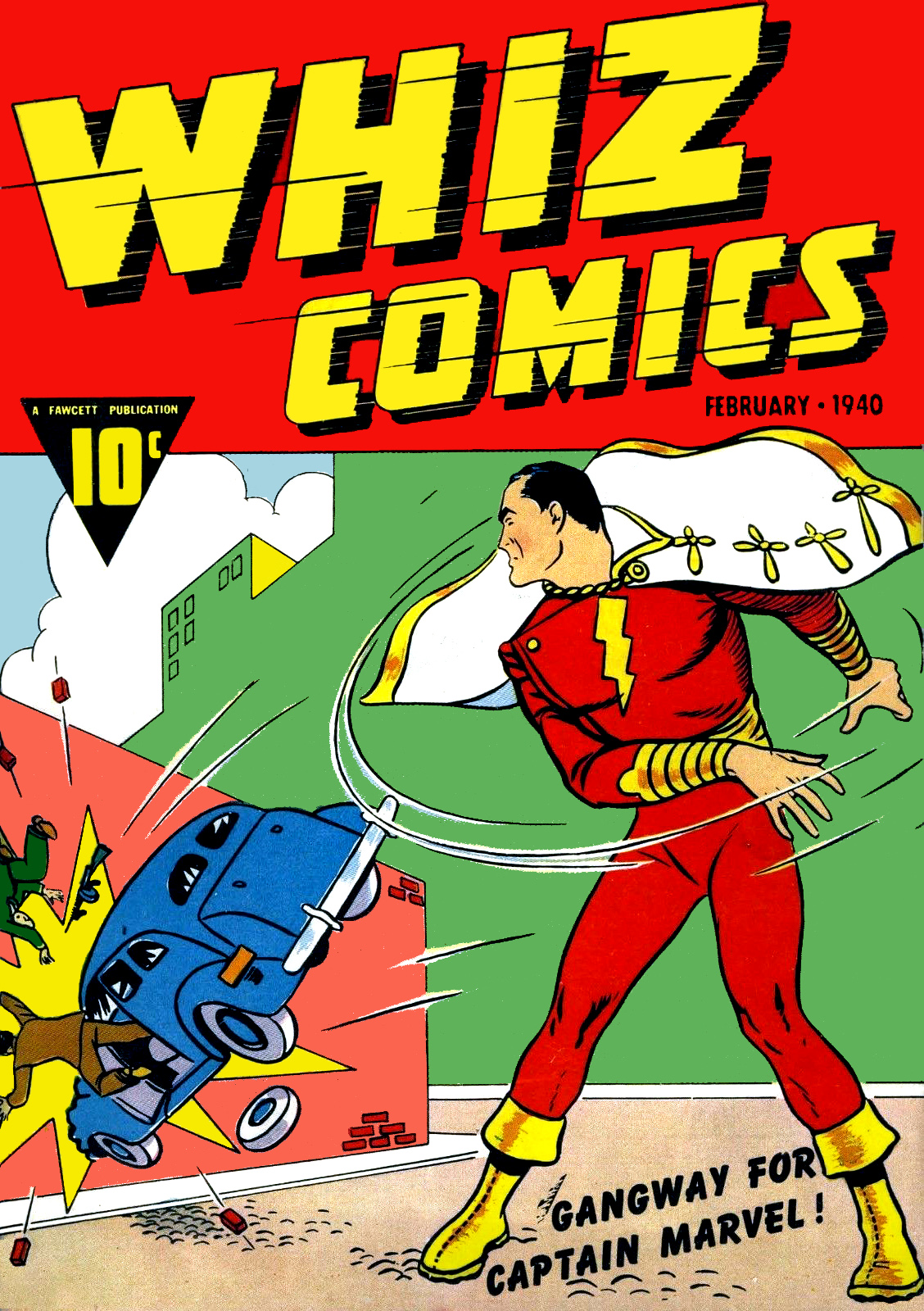
Captain Marvel dans Whiz comics #2

Sa bande dessinée la plus populaire a été Captain Marvel, l'alter ego d'un garçon radio-reporter, Billy Batson, qui le transforme en héros à chaque fois qu'il prononce le mot magique « Shazam! ». Dans le même genre, la maison d'édition a publié le Captain Video, Hopalong Cassidy, Ibis Invincible, Bulletman et Bulletgirl, Spy Smasher, le capitaine de Minuit, Phantom Eagle, Scarlet et Mister Pinky, Minute-Man, Commando Yank, et Golden Arrow.
Elle a édité de nombreux ouvrages dans d'autres registres. En plus des séries avec des super héros, elle a publié de la bande dessinée d'horreur au début des années 1950, dont This Magazine Is Haunted,  Worlds of Fear, Strange Suspense Stories et Unknown World. Elle a aussi édité des séries d'humour adolescent (Otis and Babs), d'animaux anthropomorphiques (Hoppy the Marvel Bunny), des romance comics (Sweethearts), des histoires de guerre et des westerns (Lash Larue, Six Gun Heroes). Enfin elle a produit des bandes dessinées inspirées de stars de cinéma comme Tom Mix ou Rocky Hale ou des adaptations de serials (Nyoka ou Jungle Girl).

## Documentation
- (en) Fawcett sur la Grand Comics Database.
- (en) Mike Benton, « Fawcett Publications », The Comics Book in America. An Illustrated History, Dallas : Taylor Publishing Company, 1989, p. 117-119.